# 황팅팅
황팅팅(중국어 간체자: 黄婷婷, 정체자: 黃婷婷, 병음: Huáng Tíngtíng, 한자음: 황정정, 영어: Kotete, 1992년 9월 8일 ~ )은 중국의 가수, 배우이다. 걸 그룹 전(前) SNH48 Team NII의 멤버였다. 2013년 8월 18일, SNH48 2기생으로 그룹에 가입하였다. 11월 11일, SNH48 Team NII의 결성 멤버가 되었다. 2015년 2월 13일, Team NII의 부캡틴으로 임명되었다. 2017년 12월 21일 Team NII의 부캡틴이 해임되었다.

## 음악 작품

### 디지털 싱글
| 발매 일시       | 곡 명칭                    | 곡 설명                                                    | 각주 |
| 2016년 5월 3일  | 《청춘의 번개》 (青春闪电) | SNH48 바이두 라이브 2015년 챔피언                          |      |
| 2017년 6월 30일 | 《별빛이 빛나》 (星光闪耀) | 웹드라마 《역습의 빛나는 스타 성공기》(逆袭之星途璀璨) OST |      |
| 2017년 9월 8일  | 《흑야 여신》 (黑夜女神)   |                                                            |      |

### SNH48 참가 곡
| No   | 음반 명칭                              | 참가 곡 명칭                          | 명의      | MV | 각주                    |
| 3rd  | 《사랑하는 포춘 쿠키》 (爱的幸运曲奇)  | 낭만적인 크리스마스 이브 (浪漫圣诞夜) | Team NII  |    |                         |
| 4th  | 《마음의 텔레파시》 (心电感应)         | 사랑의 의미 (爱的意义)                | Team NII  |    |                         |
| 5th  | 《UZA》 (呜吒)                         | 퍼스트 레빗 (第一只兔子)              | Team NII  |    |                         |
| 6th  | 《청춘의 약속》 (青春的约定)           | 너를 좋아하니까 (因为喜欢你)          | Team NII  |    |                         |
| 7th  | 《장마가 끝난 후》 (雨季之后)          | 사랑 양성 일기 (爱情养成日记)         | Team NII  |    |                         |
| 8th  | 《한여름의 Sounds good!》 (盛夏好声音) | 한여름의 Sounds good! (盛夏好声音)    |           | ★  | 첫 선발 작품            |
| 8th  | 《한여름의 Sounds good!》 (盛夏好声音) | 키스 진행식 (亲吻进行式)              | Team NII  |    |                         |
| 9th  | 《할로윈 나이트》 (万圣节之夜)         | 할로윈 나이트 (万圣节之夜)            | Top Girls | ★  |                         |
| 9th  | 《할로윈 나이트》 (万圣节之夜)         | 첫사랑 나비 (初恋蝴蝶)                | Team NII  |    |                         |
| 10th | 《새해의 종소리》 (新年的钟声)         | 새해의 종소리 (新年的钟声)            |           | ★  |                         |
| 10th | 《새해의 종소리》 (新年的钟声)         | 빵과 버터 (面包和奶油)                | Team NII  |    |                         |
| 11th | 《원동력》 (源动力)                    | 원동력 (源动力)                       |           | ★  | 센터 작품               |
| 11th | 《원동력》 (源动力)                    | 정의의 손 (正义之手)                  | Team NII  |    |                         |
| 12th | 《꿈의 섬》 (梦想岛)                   | 꿈의 섬 (梦想岛)                      |           | ★  |                         |
| 12th | 《꿈의 섬》 (梦想岛)                   | 전속 파티 (专属派对)                  | Team NII  |    |                         |
| 13th | 《공주의 망토》 (公主披风)             | 공주의 망토 (公主披风)                | Top Girls | ★  |                         |
| 13th | 《공주의 망토》 (公主披风)             | Do it                                 | Team NII  |    |                         |
| 14th | 《새해의 이 순간》 (新年这一刻)        | Brave Heart (勇敢的心)                | Team NII  |    | 센터 작품               |
| 15th | 《서로의 미래》 (彼此的未来)           | 서로의 미래 (彼此的未来)              |           | ★  |                         |
| 15th | 《서로의 미래》 (彼此的未来)           | 내 사랑을 경청해 (倾听我的爱)         | Team NII  |    |                         |
| 16th | 《여름의 레몬선》 (夏日柠檬船)         | 여름의 레몬선 (夏日柠檬船)            |           | ★  | 센터 작품               |
| 16th | 《여름의 레몬선》 (夏日柠檬船)         | 한정된 계절 (限定季)                  | Team NII  |    |                         |
| 17th | 《나폴리의 여명》 (那不勒斯的黎明)     | 나폴리의 여멍 (那不勒斯的黎明)        | Top Girls | ★  |                         |
| 17th | 《나폴리의 여명》 (那不勒斯的黎明)     | 나의 마음은 선회한다 (我心翱翔)       | Team NII  |    |                         |
| 18th | 《달콤한 축제》 (甜蜜盛典)             | 행운이 와 (好运来)                    |           | ★  | 펑신둬와 더블 센터 작품 |
| 21st | 《마녀의 시》 (魔女的诗篇)             | 마녀의 시 (魔女的诗篇)                | Top Girls | ★  | 마지막 선발 작품        |